# Heiner Oviedo Moreira
Heiner Oviedo Moreira (San José, 28 de diciembre de 1988) es un deportista costarricense que compitió en taekwondo. Ganó una medalla de plata en el Campeonato Panamericano de Taekwondo de 2012 en la categoría de –58 kg.

## Palmarés internacional
| Campeonato Panamericano | Campeonato Panamericano | Campeonato Panamericano | Campeonato Panamericano |
| Año                     | Lugar                   | Medalla                 | Categoría               |
| ----------------------- | ----------------------- | ----------------------- | ----------------------- |
| 2012                    | Sucre (Bolivia)         | Medalla de plata        | –58 kg                  |